# Vladimir Stojković
Vladimir Stojković (Kyrillisk serbiska: Владимир Стојковић), född 28 juli 1983 i Loznica, Jugoslavien (nuvarande Serbien), är en serbisk fotbollsmålvakt som spelar för Partizan Belgrad. Han spelade för Serbiens landslag i fotbolls-VM 2010.